# Jésus-Christ Emmanuel

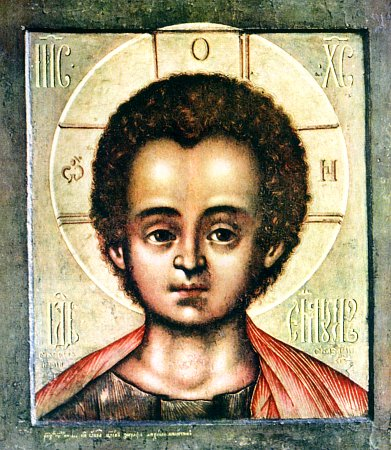
Le Christ-Emmanuel. Simon Ouchakov

L'Emmanuel (hébreu : עמנואל — Immanuël, « Dieu [est] avec nous ») est une prophétie de l'Ancien Testament.
Elle est interprétée par le christianisme comme une annonce de la venue de Jésus-Christ, et reprise dans l'évangile selon Matthieu.
Elle a inspiré un type d'icône représentant Jésus-Christ adolescent, connue comme le Sauveur-Emmanuel ou le Christ-Emmanuel (en russe : Спас Эммануил).

## Origine
Ce type d'icône est probablement apparu comme une réponse de l'Église à l'hérésie du Nestorianisme, niant la divinité de Jésus avant son baptême en le représentant précisément enfant avant son baptême.
L'image d'Emmanuel s'est imposée dans le cadre de composition d'icônes liées à Notre-Dame avec l'Enfant Jésus mais aussi dans celles de la Sainte-Trinité.  
Le Christ adolescent est représenté les traits du visage déjà marqués par une maturité spirituelle. La représentation des enfants comme de petits adultes est caractéristique de l'iconographie orthodoxe, mais le visage de l'enfant n'est toutefois pas marqué par une gravité exagérée. L'accent mis sur les caractéristiques purement enfantines des représentations de Jésus n'est apparue qu'au XIVe siècle sous l'influence de la peinture occidentale.

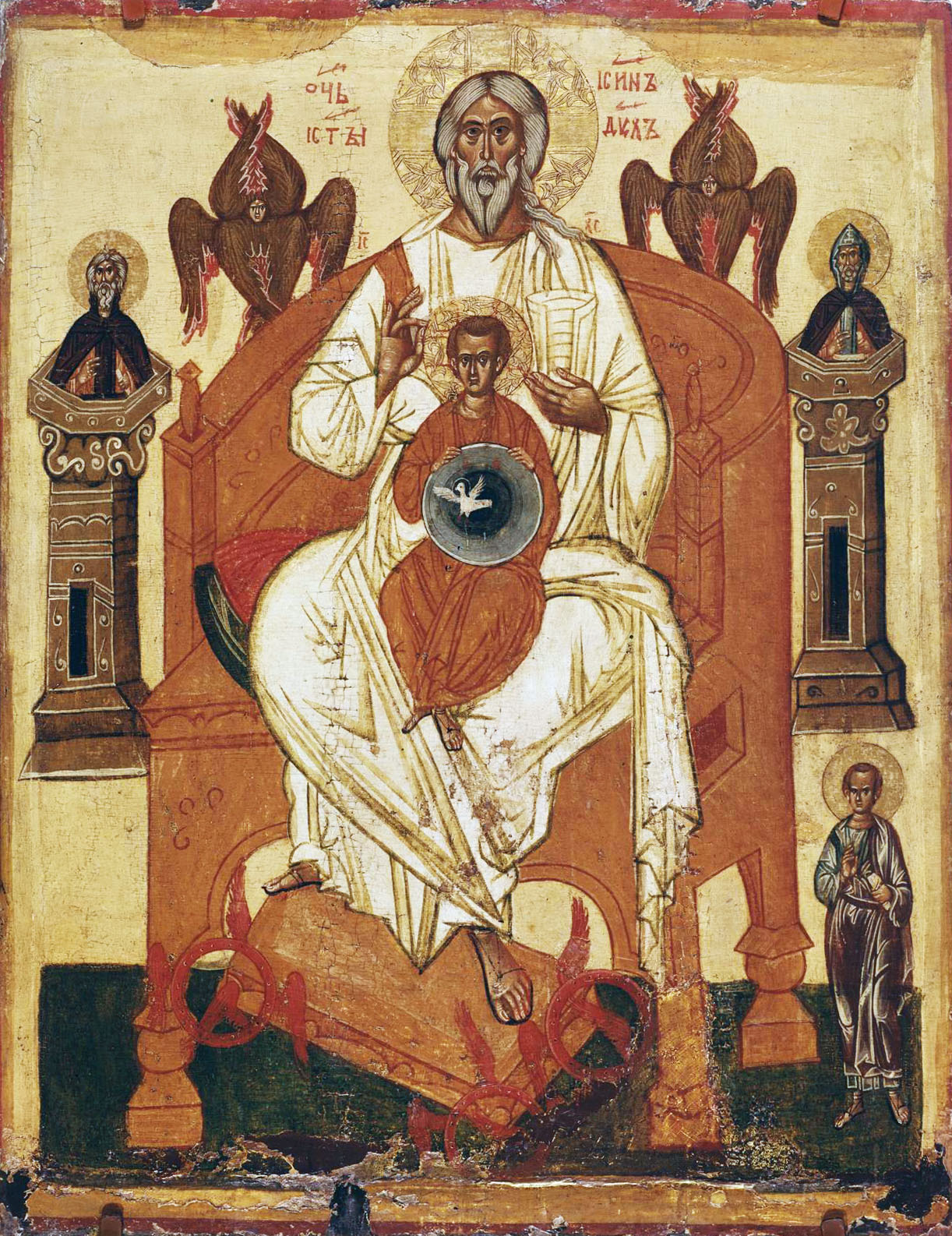
La Paternité Emmanuel avec Dieu le Père et le Saint-Esprit (Iconographie de la Sainte-Trinité). Novgorod. XIVe siècle.
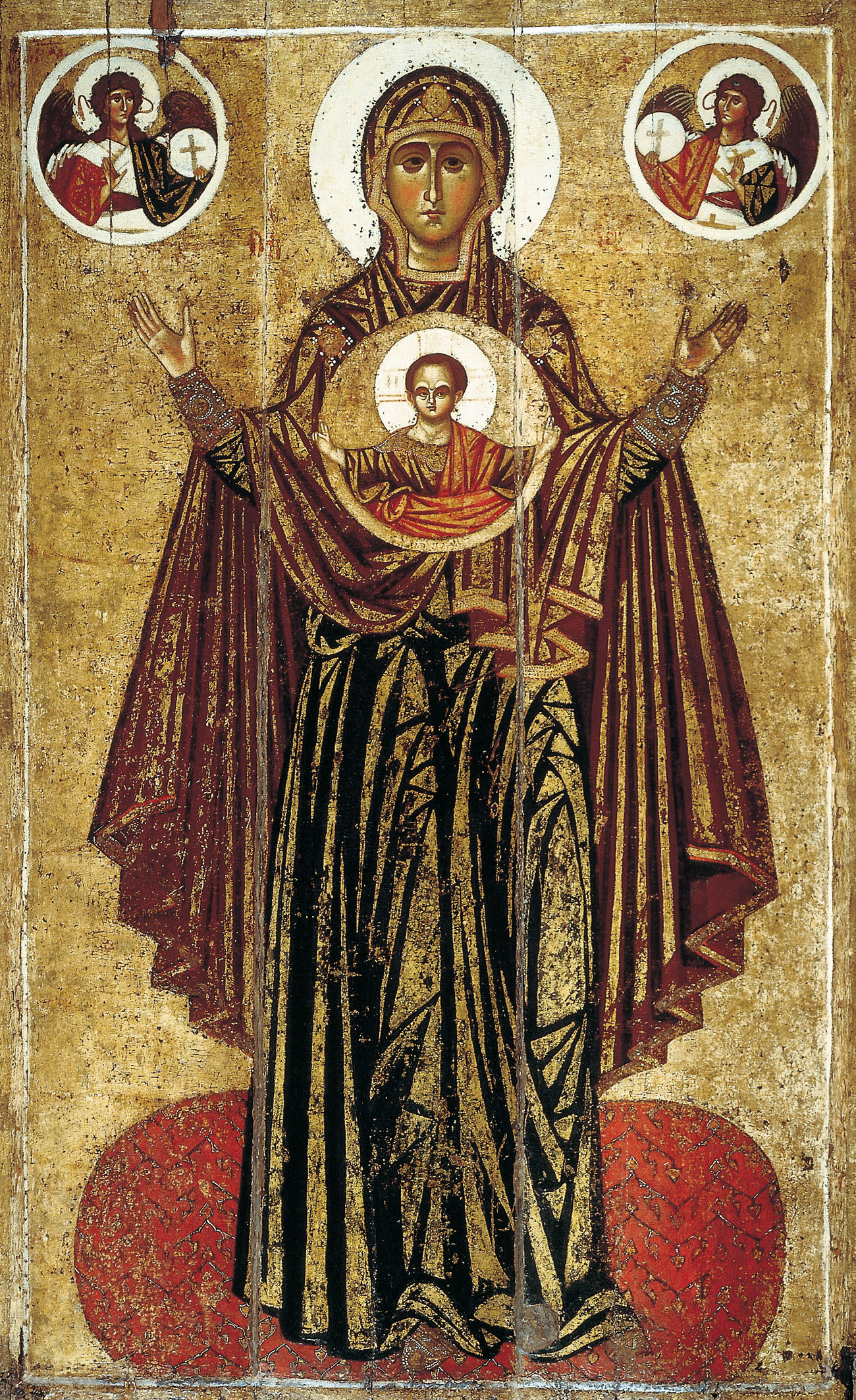
Emmanuel sur une icône de Notre-Dame Orante (icône). Iaroslavl. Environ 1218.
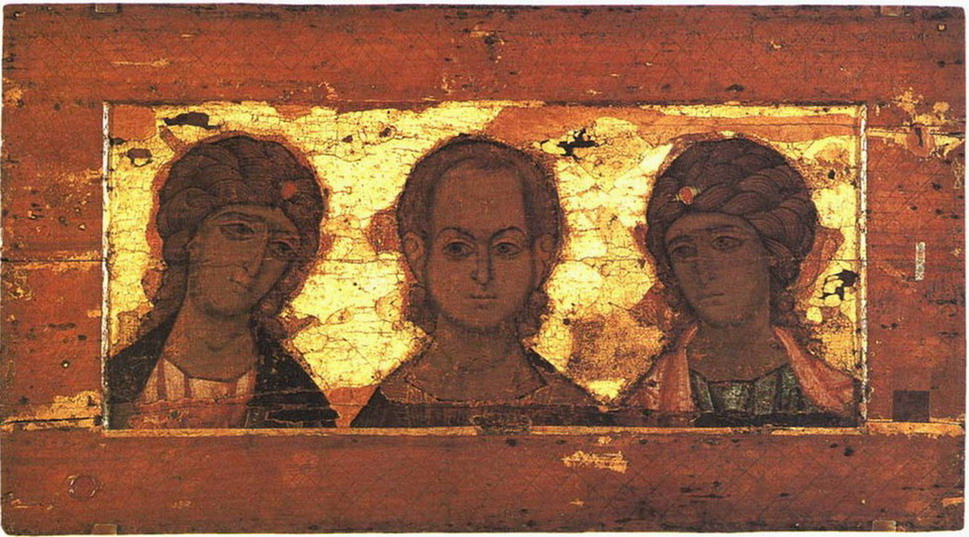
Le Christ Emmanuel avec les archanges (« déisis d'anges »). Vladimir (?). vers 1190. Galerie Tretiakov.

## Liens
- L'icône et les enfants В. С. Кутковой. Икона и дети.